# Cortés (Surigao del Sur)
Cortés es un municipio filipino de cuarta categoría, situado en la parte nordeste de la isla de Mindanao. Forma parte de la provincia de Surigao del Sur situada en la Región Administrativa de Caraga, también denominada Región XIII. Para las elecciones está encuadrado en el Primer Distrito Electoral.

## Geografía
Situado en el norte de la provincia, 15 km al norte  de la ciudad de Tandag,  capital de la provincia.
Linda su término al norte con el de Lanuza y también con la bahía de Lanuza en el mar de Filipinas; al sur con el de la ciudad de Tandag; al este con el mar; y al oeste nuevamenmte con Lanuza.
Isla adyacente es la de Taganongán (Tag-anongan Island) situada al este frente al barrio de Burgos.

### Barrios
El municipio  de Cortés se divide, a los efectos administrativos, en 12 barangayes o barrios, conforme a la siguiente relación:
| - Balibadón - Burgos - Capandán | - Mabahín - Madrelino - Manlico | - Matho - Población - Taganongán | - Tigao - Tuborán - Uba |

### Demografía
Tal como consta en el censo del año 2000 este municipio contaba con una población de 14 825 personas que habitaban 2,742 hogares.

### Comunicaciones
Su Población se encuentra en la S00300 Carretera de Surigao a Dávao por la costa (Surigao-Davao Coastal Rd) entre las localidades de Lanuza, al este y Tandag, al oeste.

## Historia
El actual territorio de la provincia de Surigao del Sur  fue parte de la provincia de Caraga durante la mayor parte de la Capitanía General de Filipinas (1520-1898).
Así, a principios del siglo XX la isla de Mindanao se hallaba dividida en siete distritos o provincias.

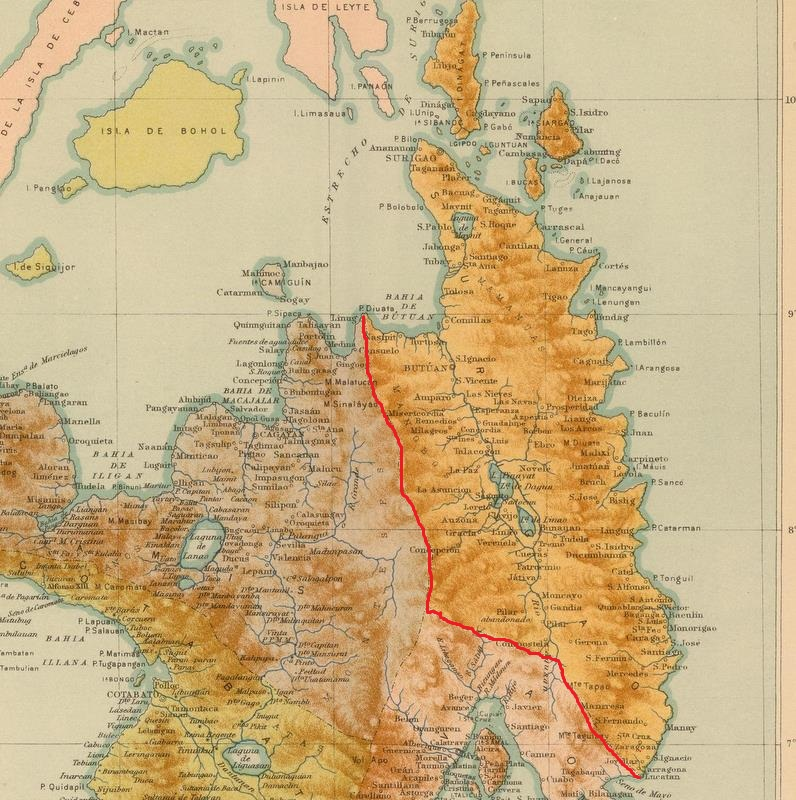
Provincia de Surigao en 1899.

El Distrito 3.º de Surigao, llamado hasta 1858  provincia de Caraga, tenía por capital el pueblo de Surigao e incluía la  Comandancia de Butuan.
Uno de sus pueblos era Tándag que entonces contaba con  8.345, con las visitas de Tago, Tigao, Cortés, Caguáit, Alba, Colón y San Miguel;
Durante la ocupación estadounidense de Filipinas  fue creada la provincia de Surigao que contaba con  14  municipios.
El 18 de septiembre de 1960 la provincia de Surigao fue dividida en dos: Surigao del Norte y Surigao del Sur.